# کامرون مک کنزی-مک هارگ
کامرون مک کنزی-مک هارگ (انگلیسی: Cameron McKenzie-McHarg; ۱۷ آوریل ۱۹۸۰ – ) قایقران روئینگ اهل استرالیا بود.
وی در مسابقات کشوری و بین‌المللی در مجموع برندهٔ ۲ مدال نقره، ۱ مدال برنز شده‌است.